# Edmond Bourlier
Edmond Bourlier – francuski kierowca wyścigowy.

## Kariera
W swojej karierze wyścigowej Bourlier poświęcił się startom w wyścigach Grand Prix oraz w wyścigach samochodów sportowych. W 1924 roku w Grand Prix Ouverture stanął na najniższym stopniu podium. W 1926 roku dołączył do ekipy Delage i w pierwszym starcie w Grand Prix San Sebastián stanął na drugim stopniu podium. Rok później dwukrotnie dojeżdżał do mety na drugiej pozycji - w Grand Prix Francji oraz Grand Prix Wielkiej Brytanii. W wyścigu o Grand Prix Hiszpanii 1927 uplasował się na trzecim miejscu. W latach 1925, 1930 Francuz pojawiał się w stawce 24-godzinnego wyścigu Le Mans. W pierwszym sezonie startów uplasował się na piątej pozycji w klasie 1.5, a w klasyfikacji generalnej był 23.